# San Marcos (Californie)
Pour les articles homonymes, voir San Marcos.
San Marcos est une ville de la banlieue de San Diego, dans le Nord du comté de San Diego, en Californie.

## Démographie
| 1970  | 1980   | 1990   | 2000   | 2010   | - |
| ----- | ------ | ------ | ------ | ------ | - |
| 3 896 | 17 479 | 38 974 | 54 977 | 83 781 | - |